# Sagina nodosa
Espèce
Sagina nodosa communément appelée Sagine noueuse, est une espèce de plantes vivaces de la famille des Caryophyllaceae. Cette espèce est similaire à Sagina procumbens mais est légèrement plus grande et n'a que quelques fleurs à l'aisselle des feuilles supérieures. En outre, elle a cinq sépales et pétales.
La sagine noueuse, toujours verte, vivace, est une plante herbacée qui atteint 5 à 15 centimètres de hauteur. La plante forme une racine pivotante. Les feuilles des tiges sont opposées, étroites, linéaires,
La fleur contient dix étamines et un pistil quintuplé. Le fruit, une capsule presque sphérique, domine les sépales légèrement ouverts et francs avec cinq valves.
Elle est originaire des zones tempérées des régions eurasiennes. Elle est commune des régions septentrionales de l'Europe du Nord et latine, en particulier dans les zones côtières, et également présente dans les régions méridionales. Elle s'installe habituellement à une altitude d'environ 700 mètres, bien qu'il existe des observations en Suisse à une altitude de 1 300 mètres.
La sagine noueuse pousse dans les endroits vacants sur terre humide, riche en azote, surtout sur des zones de sable calcaire, de tourbe ou de sols argileux voire des sols salés, d'une teneur en chlorure de moins de 0,3 %. Sur les côtes de la mer du Nord, elle pousse dans les prés et les crêtes de sable peu profond.